# Edit-a-thon
În comunitățile online ale unor proiecte precum Wikipedia, OpenStreetMap, și LocalWiki un edit-a-thon (scris uneori editathon) este un eveniment organizat, la care editorii creează conținut sau îmbunătățesc materialul existent pe o temă specifică; de obicei se oferă și instruirea de bază pentru editorii incepători. Aceste evenimente se desfășoară de obicei față în față dar întâlnirile pot fi și virtuale. Cuvântul este compus din alăturarea cuvintelor „editare” și „marathon”.
Evenimente de tip Edit-a-thon Wikipedia au avut loc la sediul  Wikimedia chapter headquarters, instituții educaționale acreditate precum Sonoma State University, Arizona State University, The University of Victoria din Canada; dar și instituții culturale precum muzee sau arhive.
Comunitatea OpenStreetMap a organizat de asemenea un număr de astfel de evenimente 

## Vezi și
- Hackathon

## Legături externe
- OpenStreetMap 'Mapathons'